# ريان ديني
ريان ديني (بالإنجليزية: Ryan Denney)‏ هو لاعب كرة قدم أمريكية أمريكي، ولد في 15 يونيو 1977 في دنفر في الولايات المتحدة.

## وصلات خارجية
- ريان ديني على موقع مرجع كرة القدم المحترفة.كوم (الإنجليزية)